# Steven Furtick
Steven Furtick (ur. 19 lutego 1980) – amerykański pastor baptystyczny, autor bestsellerów New York Times'a. Założyciel i starszy pastor megakościoła Elevation Church, w Matthews, w Karolinie Północnej, który od momentu założenia w 2006 roku rozrósł się do ponad 25 tysięcy członków, skupionych w dziewiętnastu lokalizacjach. 
Znany jest na całym świecie z nadawania kazań online, oraz usługi muzycznej Elevation Worship. Jego Kościołowi zarzuca się dyskryminowanie osób homoseksualnych.
Pastor uzyskał stopień magistra teologii na South Baptist Theological Seminary. Razem z żoną Holly mają troje dzieci.